# Orthoperus punctatus
Orthoperus punctatus is een keversoort uit de familie molmkogeltjes (Corylophidae). De wetenschappelijke naam van de soort werd in 1865 gepubliceerd door Wankowicz.